# Бавина
Бавина (на гръцки: Σιγανόρεμα, Сиганорема или Καλογέρι, Калогери, в превод Калугерска, до 1969 година Μπέλα Παδίνα) е река в Егейска Македония, Гърция, ляв приток на Галешово (Ставропотамос), част от водосборния басейн на река Бистрица (Алакмонас).

## Описание
Реката извира в северните части на Одре, под връх Караули (784 m), източно от Желегоже (Пендаврисо). Тече в югоизточна посока и минава северно от Брещени, като го отделя от местността Тополка (Левкади). Сменя посоката си на източна и се влива като ляв приток в Галешово южно от Госно (Лаханокипи).